# George Midenyo
George Midenyo Oguk (21 agosto 1981) è un ex calciatore keniota, di ruolo attaccante.

## Carriera

### Club
Midenyo giocò nel Mathare United, prima di passare al Tusker. Emigrò poi in Norvegia, nel Raufoss, ma non fu mai impiegato in prima squadra. Fu poi in forza al Mjölby e allo Husqvarna, in Svezia, prima di tornare in Kenya e giocare al Tusker e al Gor Mahia. Nel 2014, si trasferì ai Nairobi City Stars.

### Nazionale
Conta 6 presenze per il Kenya.